# Theophrasteae
Theophrasteae, tribus porodice jaglačevki, dio potporodice Theophrastoideae. Ima sedam rodova, među kojima mirisno, vazdazeleno drveće klavija (Clavija); tipični je rod teofrasta (Theophrasta) .

## Tribusi
1. Theophrasta L. (2 spp.)
2. Neomezia Votsch (1 sp.)
3. Clavija Ruiz & Pav. (56 spp.)
4. Jacquinia L. (18 spp.)
5. Deherainia Decne. (2 spp.)
6. Votschia B. Ståhl (1 sp.)
7. Bonellia Bertero ex Colla (29 spp.)